# STS-102
STS-102 (Полет ISS 5A.1) e сто и третата мисия на НАСА по програмата Спейс шатъл, двадесет и девети полет на совалката Дискавъри и осми пилотиран полет към Международната космическа станция (МКС). Първи полет на МТМ „Леонардо“.

## Екипаж

### При старта

#### На совалката
| Пост                    | Астронавт                            |
| ----------------------- | ------------------------------------ |
| Командир                | Джеймс Уитърби пети космически полет |
| Пилот                   | Джеймс Кели първи космически полет   |
| Специалист на мисията 1 | Андрю Томас трети космически полет   |
| Специалист на мисията 2 | Пол Ричардс първи космически полет   |

#### Експедиция 2
| Пост          | Астронавт                                   |
| ------------- | ------------------------------------------- |
| Командир      | Юрий Усачев (РКА) четвърти космически полет |
| Бординженер 1 | Джеймс Вос пети космически полет            |
| Бординженер 2 | Сюзан Хелмс пети космически полет           |

### При кацането
Екипажът на совалката плюс екипажът на Експедиция 1 на МКС:
| Пост                              | Астронавт                                    |
| --------------------------------- | -------------------------------------------- |
| Командир на МКС                   | Уилям Шепърд четвърти космически полет       |
| Командир на Союз (при излитането) | Юрий Гидзенко (РКА) втори космически полет   |
| Бординженер                       | Сергей Крикальов (РКА) пети космически полет |

### Резервен екипаж наЕкспедиция 2
| Пост          | Астронавт                                                                                  |
| ------------- | ------------------------------------------------------------------------------------------ |
| Командир      | style="background:#f0f0f0; text-align:center> Юрий Онуфриенко (РКА) <br" \| за Юрий Усачев |
| Бординженер 1 | Карл Уолц за Джеймс Вос                                                                    |
| Бординженер 2 | Даниел Бурш за Сюзан Хелмс                                                                 |

## Полетът
Основните цели на мисията са доставка на провизии на борда на МКС и замяна на екипажите на Експедиция 1 и 2. По време на мисията, наред с другото научно оборудване за първи път е изведен в полет един от трите италиански модули (на английски: Multi-Purpose Logistics Module) „Леонардо“. Совалката е скачена почти девет денонощия за станцията и през това време са проведени две излизания в открития космос.

## Параметри на мисията
- Маса на совалката:
  - при старта: 99 503 кг
  - при приземяването: 90 043 кг
- Маса на полезния товар:5760 кг
- Перигей: 370 км
- Апогей: 381 км
- Инклинация: 51,5°
- Орбитален период: 92.1 мин

Скачване с „МКС“
- Скачване: 10 март 2001, 06:38 UTC
- Разделяне: 19 март 2001, 04:32 UTC
- Време в скачено състояние: 8 денонощия, 21 часа, 54 минути, 50 секунди.

### Космически разходки
| № | Участници                 | Начало                 | Край                   | Продължителност  |
| - | ------------------------- | ---------------------- | ---------------------- | ---------------- |
| 1 | Джеймс Вос и Сюзан Хелмс  | 11 март 2001 05:12 UTC | 11 март 2001 14:08 UTC | 8 часа 56 минути |
| 2 | Андрю Томас и Пол Ричардс | 13 март 2001 05:23 UTC | 13 март 2001 11:44 UTC | 6 часа 21 минути |

По време на полета е проведено най-продължителното излизане в открития космос (до 30 септември 2012 г.) – 8 часа и 56 минути от астронавтите Джеймс Вос и Сюзан Хелмс.